# Move (canção de Adam Port e Stryv)
"Move" é uma canção do DJ alemão Adam Port e do produtor americano Stryv com participação do cantor Malachiii, lançado em 7 de junho de 2024 pelo selo Keinemusik. A música se popularizou nas redes sociais após ser tocada em diversos eventos do Keinemusik.

## Posição nas paradas musicais
| Parada (2024)                                         | Melhor posição |
| ----------------------------------------------------- | -------------- |
| Austrália (ARIA)                                      | 98             |
| Áustria (Ö3 Austria Top 75)                           | 9              |
| Bélgica (Ultratop 50 de Flandres)                     | 1              |
| Bélgica (Ultratop 50 da Valônia)                      | 5              |
| Canadá (Canadian Hot 100)                             | 59             |
| CIS Airplay (TopHit)                                  | 42             |
| Croácia (Billboard Croatia Songs)                     | 18             |
| República Checa (Singles Digitál Top 100)             | 62             |
| Estônia (TopHit Airplay)                              | 74             |
| França (SNEP)                                         | 19             |
| Alemanha (Offizielle Deutsche Charts)                 | 3              |
| Global 200 (Billboard)                                | 24             |
| Grécia (IFPI)                                         | 1              |
| Hungria (Single Top 40)                               | 29             |
| Irlanda (IRMA)                                        | 24             |
| Itália (FIMI)                                         | 18             |
| Letônia (LAIPA)                                       | 14             |
| Letônia (LAIPA Airplay)                               | 6              |
| Líbano (Lebanese Top 20)                              | 19             |
| Lituânia (AGATA)                                      | 9              |
| Lituânia (TopHit Airplay)                             | 18             |
| Luxemburgo (Billboard)                                | 1              |
| Países Baixos (Dutch Top 40)                          | 4              |
| Países Baixos (Single Top 100)                        | 2              |
| Nova Zelândia (RMNZ Hot Singles)                      | 26             |
| Noruega (VG-lista)                                    | 21             |
| Polônia (Polish Airplay Top 100)                      | 78             |
| Polônia (Polish Streaming Top 100)                    | 88             |
| Portugal (AFP)                                        | 1              |
| Romênia (Billboard Romania Songs)                     | 9              |
| Romênia (TopHit Airplay)                              | 2              |
| Eslováquia (Singles Digitál Top 100)                  | 20             |
| Espanha (PROMUSICAE)                                  | 65             |
| Suriname (Nationale Top 40)                           | 5              |
| Suécia (Sverigetopplistan)                            | 36             |
| Suíça (Schweizer Hitparade)                           | 1              |
| Turquia (Radiomonitor Türkiye)                        | 3              |
| Reino Unido (UK Singles Chart)                        | 11             |
| Reino Unido (OCC UK Indie)                            | 2              |
| Estados Unidos (Billboard Hot Dance/Electronic Songs) | 10             |

| Parada (2024)             | Melhor posição |
| ------------------------- | -------------- |
| CIS Airplay (TopHit)      | 52             |
| Lituânia (TopHit Airplay) | 23             |
| Romênia (TopHit Airplay)  | 10             |